# Семгамахі
Семгамахі (рос. Семгамахи) — село Акушинського району, Дагестану Росії. Входить до складу муніципального утворення Сільрада Акушинська.
Населення — 668 (2010).

## Населення
За даними перепису населення 2002 року в селі мешкало 628 осіб. У тому числі 308 (49,04 %) чоловіків та 320 (50,96 %) жінок.
Переважна більшість мешканців — даргинці (100 % від усіх мешканців). У селі переважає північнодаргинська мова.